# Jaŭhen Misiulja
Jaŭhen Misiulja (belarusiska: Яўген Місюля, ryska: Евгений Николаевич Мисюля Jevgenij Nikolajevitj Misiulja), född den 13 mars 1964 i Hrodna, är en belarusisk före detta friidrottare som tävlat i gång. I början av sin karriär representerade han Sovjetunionen.
Misiulja tävlade främst på den kortare distansen 20 km gång. Han blev två gånger bronsmedaljör vid VM, dels i Tokyo 1991 och dels i Göteborg vid 1995. Vid EM 1994 slutade han på andra plats. 
Han blev femma vid VM 1993 och sexa vid VM 1997. Hans sista mästerskap var Olympiska sommarspelen 2004 där han slutade på nittonde plats.

## Personliga rekord
- 20 km gång - 1:18.18